# Annona coriacea
Annona coriacea Mart. – gatunek rośliny z rodziny flaszowcowatych (Annonaceae Juss.). Występuje naturalnie w Boliwii, Paragwaju oraz Brazylii (w stanach Pará, Rondônia, Tocantins, Bahia, Ceará, Maranhão, Paraíba, Pernambuco, Piauí, Goiás, Mato Grosso do Sul, Mato Grosso, Minas Gerais, São Paulo i Parana oraz w Dystrykcie Generalnym). 

## Morfologia
PokrójZrzucające liście drzewo lub krzew dorastające do 4 m wysokości. Młode pędy są owłosione.
LiścieMają kształt od eliptycznego do okrągłego. Mierzą 4–15 cm długości oraz 3–12 szerokości. Są skórzaste, mniej lub bardziej owłosione od spodu. Nasada liścia jest zaokrąglona lub prawie sercowata. Wierzchołek jest tępy lub zaokrąglony. Ogonek liściowy jest mniej lub bardziej owłosiony i dorasta do 5 mm długości.
KwiatySą pojedyncze. Rozwijają się w kątach pędów lub na ich szczytach. Działki kielicha mają owalny kształt i dorastają do 4–9 mm długości, są omszone od wewnętrznej strony. Płatki mają owalny kształt. Osiągają do 23–30 mm długości. Są omszone od wewnątrz.
OwoceOwoc zbiorowy o jajowatym kształcie. Osiągają 6–11 mm długości oraz 4–7 mm średnicy.

## Biologia i ekologia
Rośnie na łąkach i w zaroślach. Występuje na wysokości do 1200 m n.p.m.